# Rafał Wiśniowski
Rafał Wiśniowski (ur. 13 listopada 1964 w Krakowie) – polski profesor nauk technicznych, pracownik naukowy Akademii Górniczo-Hutniczej w Krakowie,  Prorektor ds. Współpracy AGH od 2020 roku. 

## Życiorys
Studia magisterskie ukończył w 1988 roku w Akademii Górniczo-Hutniczej na Wydziale Wiertniczo-Naftowym. Na tym samym wydziale w 1992 r. uzyskał stopień doktora nauk technicznych (na podstawie rozprawy pt. Strategia wymiany narzędzi wiercących w aspekcie minimalizacji kosztu jednostkowego wiercenia otworu, przygotowanej pod kierunkiem prof. Ludwika Szostaka) i 
w tym samym roku rozpoczął pracę w AGH.
Stopień doktora habilitowanego uzyskał w 2003 roku na podstawie pracy pt. Wybrane aspekty projektowania konstrukcji otworów kierunkowych z wykorzystaniem technik numerycznych, zaś tytuł profesora nauk technicznych w 2013 roku.
Związany z Wydziałem Wiertnictwa, Nafty i Gazu AGH. Pełnił funkcję sekretarza naukowego rocznika „Wiertnictwo, Nafta, Gaz”. W latach 2012–2016 kierownik Katedry Wiertnictwa i Geoinżynierii. W latach 2016–2020 dziekan Wydziału Wiertnictwa, Nafty i Gazu. Od roku 2020 prorektor AGH ds. Współpracy.
Członek Rady Programowej Instytutu Gospodarki Surowcami Mineralnymi i Energią PAN (od 2015 wiceprzewodniczący Rady Programowej), Sekcji Górnictwa Otworowego i Wiertnictwa PAN. Członek Rady Naukowej Instytutu Nafty i Gazu - Państwowego Instytutu Badawczego w Krakowie oraz Komitetu Zrównoważonej Gospodarki Surowcami Mineralnymi PAN.
Członek Society of Petroleum Engineers, SITPNiG NOT (w-ce przewodniczący Koła, rzeczoznawca w Zespole Rzeczoznawców, członek Komisji Stowarzyszeniowej ds. Górnictwa Otworowego). Członek założyciel Polskiego Stowarzyszenia Technologii Bezwykopowych, członek Polskiej Fundacji Technologii Bezwykopowych. 

## Odznaczenia i wyróżnienia
- Generalny Dyrektor Górniczy I Stopnia (2015)
- Generalny Dyrektor Górniczy II Stopnia (2012)
- Srebrny Medal za Długoletnią Służbę (2011)
- Medal Komisji Edukacji Narodowej (2009)
- Generalny Dyrektor Górniczy III Stopnia (2009)
- Dyrektor Górniczy I Stopnia (2007)
- Zasłużony dla Górnictwa Naftowego i Gazownictwa (2007)
- Zasłużony dla górnictwa RP (2004)
- Srebrny Krzyż Zasługi (2002)
- Srebrna Odznaka Honorowa NOT (2002)
- Dyrektor Górniczy II Stopnia (1999)
- Brązowy Krzyż Zasługi (1997)
- Dyrektor Górniczy III Stopnia (1994)[1]